# Una lucertola con la pelle di donna
Una lucertola con la pelle di donna é um filme do gênero Giallo, estrelado por Florinda Bolkan, Stabley Baker e Jean Sorel, dirigido por Lucio Fulci e produzido por Edmondo Amati.

## Sinopse
Situado em Londres, Carol Hammond (Florinda Bolkan), filha de um respeitado político, tem constantes sonhos psicodélicos e com direito a orgias, com a sua vizinha, Julia Durer (Anita Strindberg). Mas, em um desses sonhos, Carol mata Julia. Mas, quando Julia é encontrada morta no seu apartamento dia depois, Carol se torna a principal suspeita, que fará de tudo para provar o contrário.

## Elenco
- Florinda Bolkan
- Stanley Baker
- Jean Sorel
- Silvia Monti
- Alberto de Mendoza
- Penny Brown
- Mike Kennedy
- Ely Galleani
- Ezio Marano
- Franco Balducci
- Luigi Antonio Guerra
- Erzs Paál
- Gaetano Imbró
- Leo Genn
- Anita Strindberg